# Olivier De Cock
Olivier De Cock (* 9. November 1975 in Eeklo) ist ein ehemaliger belgischer Fußballspieler. Überwiegend als rechter Außenverteidiger eingesetzt, konnte er auch im defensiven Mittelfeld sowie in der Innenverteidigung spielen.

## Karriere

### Vereinskarriere
Nachdem er einen Großteil seiner Karriere beim FC Brügge verbracht hatte, wurde De Cock zu Beginn der Saison 2007/08 vom FC Brügge an den Regionalligisten Fortuna Düsseldorf ausgeliehen. Zu Beginn der Saison 2008/09 konnte keine Einigkeit mit Brügge über einen langfristigen Transfer erzielt werden. Im Januar 2009, nach einem halben Jahr Vereinslosigkeit, wechselte er zum Zweitligisten Rot-Weiß Oberhausen, wo er die Rückennummer 31 erhielt. Im Sommer 2009 wurde er auch hier wieder entlassen und war danach bis Anfang Februar 2010 vereinslos, ehe er sich, wieder zurück in seiner belgischen Heimat, dem Zweitligisten KV Ostende anschloss. Dieser band ihn allerdings auch nur bis zum Sommer 2010; danach erfolgte ein Transfer zum KSV Roeselare, bei dem er zumindest über ein gesamtes Jahr aktiv war. Danach folgte ein erneuter Wechsel, diesmal zum unterklassigen SV RW Damme.

### Nationalmannschaftskarriere
Er spielte von 2002 bis 2005 elf Mal für die belgische Fußballnationalmannschaft, wobei er insgesamt zwölf Mal einberufen wurde. Sein Debüt gab er am 12. Oktober 2002 beim 1:0-Erfolg über Andorra. Davor war er bereits in Belgiens U 21 aktiv und wurde auch bereits einmal in die belgische U-18-Auswahl berufen, in der er allerdings nicht zum Einsatz kam.

## Leben nach dem Profidasein
In Damme war er während seiner Amateurzeit und somit nach dem Karriereende als Fußballprofi auch im Immobilienbereich tätig.
Des Weiteren trat De Cock an den Belgischen Gemeinderatswahlen 2012 für die Flämischen Liberalen und Demokraten in Brügge an, belegte dabei den 33. Platz und wurde nicht gewählt.